# Alpina variegata
Alpina variegata är en fjärilsart som beskrevs av Leo Schwingenschuss 1923. Alpina variegata ingår i släktet Alpina och familjen mätare. Inga underarter finns listade i Catalogue of Life.